# Анемохория
Анемохория (на гръцки: άνεμος) – разпространение на плодовете, семената и спорите на растенията от въздушни течения, от вятъра. Улеснява се от приспособления, като малки размери, хвърчилки от власинки и четинки (глухарче, върба, топола), криловидни израстъци по семената (клен, бряст, ясен) и др.